# Trichosurus cunninghami
Trichosurus cunninghami är en pungdjursart som beskrevs av Lindenmayer, Dubach och Viggers 2002. Trichosurus cunninghami ingår i släktet pungrävar och familjen klätterpungdjur. IUCN kategoriserar arten globalt som livskraftig. Inga underarter finns listade.
Arten blir med svans 83 till 91 cm lång och vikten varierar mellan 2,6 och 4,2 kg. Den tjocka pälsen är ljus gråbrun på ovansidan och den yviga svansen har en mörkgrå färg. Trichosurus cunninghami liknar i utseende kortörad rävkusu som förekommer längre norrut.
Pungdjuret förekommer i sydöstra Australien. Arten vistas där i låglandet och upp till 1300 meter höga bergstrakter. Habitatet utgörs av olika slags skogar och människans skogsbruksområden. Djuret vilar i trädens håligheter och i bergssprickor.
Individerna är aktiva på natten och ofta lever en hane och en hona tillsammans i samma revir där de använder olika bon. Territorierna är ungefär 6 hektar stora. Födan utgörs av olika växtdelar som blad, frukter, lav, svampar och unga växtskott som ibland kompletteras med bark.
Efter dräktigheten som varar 15 till 17 dagar föder honan oftast en enda unge. Ungen stannar 5 till 6 månader i moderns pung (marsupium). Den följder sedan en eller två månader med på moderns rygg. Ungen stannar upp till 18 månader i moderns revir. Honornas livslängd kan vara upp till 12 år. Endast ett fåtal hanar blir lika gamla.